# Кнорре, Елена Сергеевна
Еле́на Серге́евна Кно́рре (1 января 1925, Москва — 20 декабря 2007, там же) — советская и российская писательница, журналистка. Автор научно-популярных и научно-художественных произведений, в том числе для детей. Лауреат премии Союза журналистов России «Золотое перо» и международной премии имени Юлиуса Фучика. Жена писателя Еремея Иудовича Парнова.

## Биография
Елена Кнорре родилась в Москве 1 января 1925 года. Принимала участие в Великой Отечественной войне (старший сержант-радист). Училась на Физическом факультете МГУ. Под влиянием академика Глеба Франка увлеклась биофизикой, и после окончания университета стала работать в лаборатории с его учениками. В лаборатории Елена Кнорре имела дело с электронными микроскопами, передовой на тот момент техникой, и её попросили написать об этом для телевидения. Статья оказалась столь удачной, что через некоторое время её пригласили работать в штат редакции. Окончив в 1960 году факультет журналистики МГУ, Елена Кнорре серьёзно занялась научно-популярной публицистикой.
В начале 1960-х годов Елена Кнорре неоднократно бывала в Институте ядерных исследований в Дубне и решила написать об этом книгу «Путешествие в мир трансуранов». В этой книге, изданной в 1971 году, она в доступной форме рассказывает об истории и современности ядерной физики. Книга была удостоена премии общества «Знание», переведена на английский и испанский языки.
В 1975 году Елена Кнорре была аккредитована на советско-американской программе «Союз-Аполлон», и вскоре написала книгу для детей «Континенты встречаются в космосе». В дальнейшем её литературные произведения были обращены преимущественно к детской аудитории. В своей второй детской книге «Наука плюс фантазия» (1978) Елена Кнорре объединила материал, накопившийся за время её работы в научной журналистике. В сборник вошли изложенные в доступной для детей форме интервью с учёными, репортажи из лабораторий, статьи о передовых научных достижениях. В связи с успехом книги издательство «Детская литература» решило её переиздать, но Елена Кнорре написала новую книгу «Горизонты познания» (1984), в которой значительно расширила тему. Книга положила начало серии работ популяризаторов науки, объединённых под этим названием. В книге «Живое в прожекторах науки» (1986), рассчитанной на старших школьников, Елена Кнорре рассказывает о тайнах живой природы.
До 1985 года Елена Кнорре являлась научным обозревателем Агентства печати «Новости», журналов «Новое время» и «Наука в СССР». Была президентом Ассоциации научных журналистов и писателей «Интеллект» и членом руководства Европейской ассоциации научных журналистов (EUSJA).
Была замужем за писателем Еремеем Иудовичем Парновым. Жила в доме 27 по Русаковской улице. Умерла 20 декабря 2007 года. Похоронена рядом с мужем на Востряковском кладбище (55 уч.).

## Цитаты
Для чего пишу детям о науке? Я не ставлю задачи рассказать о каких-то конкретных достижениях. Мне кажется, это неинтересно и не нужно детям. Самое ужасное, на мой взгляд, что ребёнка не учат мыслить . Мы его набиваем знаниями, которые он как в кладовке хранит, но совершенно не учим критически подходить к предмету, анализировать, развивать мышление. А как ребёнка вовлечь в этот процесс? Я уверена, что обучать можно только игрой. Если всеми любимый детективный жанр — это игра разных ситуаций, то рассказ о научных открытиях — это игра мысли.

## Сочинения
- Путешествие в мир трансуранов (1971)
- Наука плюс фантазия (1978)
- Горизонты познания (1984)
- Живое в прожекторах науки (1986)
- Впереди времени (1989)
- Загадки сфинкса (1993)